# Mimicry
Mimicry (af engelsk mimic-ry, det at ligne) eller Lighedsværn er når et dyr efterligner et andet dyrs eller en anden organismes udseende for at beskytte sig mod fjender. Et eksempel på lighedsværn er de gul- og sortstribede svirrefluer, der ligner bier og gedehamse. De to mest almindelige former for mimicry er Batesiansk efterligning og Müllersk efterligning.

## Eksterne links
- Når skindet bedrager. Randers regnskov
- Beskyttelse ved mimicry. Vestrehus
- Om Bates og Müllers mimicry